# Espírito Santo do Pinhal
Espírito Santo do Pinhal es un municipio brasileño situado en el estado de São Paulo. Según el censo de 2022, tiene una población de 39 816 habitantes.
Se localiza a una latitud 22º19" sur y a una longitud 46º74'' oeste.
Posee un área de 389.24 km².

## Demografía
Datos del Censo - 2000/2010
Población Total: 41.853 (2010)
- Urbana: 34.753 (2000)
- Rural: 5.727 (2000)

- Hombres: 20.039 (2000)
- Mujeres: 20.441 (2000)

Densidad demográfica (hab./km²): 103,69 (2000)
Mortalidad infantil hasta 1 año (por mil): 11,12 (2000)
Expectativa de vida (años): 73,98 (2000)
Tasa de fertilidad (hijos por mujer): 2,01 (2000)
Tasa de Alfabetización: 90,62% (2000)
Índice de Desarrollo Humano (IDH-M): 0,808 (2000)
- IDH-M Salario: 0,751
- IDH-M Longevidad: 0,816
- IDH-M Educación: 0,857

## Educación
Universidad
- Centro Regional Universitário de Espírito Santo do Pinhal - UNIPINHAL